# Epidendrum bambusiforme
Epidendrum bambusiforme Kraenzl., 1916, è una pianta della famiglia delle Orchidacee endemica del Perù.

## Descrizione
È un'orchidea di dimensioni ragguardevoli, spesso gigantesche che cresce epifita oppure terricola (geofita) in zone aride di montagna. E. bambusiforme presenta steli semplici, robusti, il cui aspetto, come suggerisce il nome della specie, richiama le canne di bambù, completamente avvolti dalle guaine fogliari che si presentano embricate e tubolari. Portano numerose foglie amplessicauli, distiche, rigide, di forma lineare-lanceolata, ad apice acuto.
La fioritura avviene normalmente in autunno, mediante un'infiorescenza che aggetta dall'ascella sotto la foglia, racemosa, lunga meno di 10 centimetri, densamente fiorita, portante da 9 fino a 14 fiori. Questi sono grandi mediamente 2 centimetri o poco più, sono carnosi e hanno petali e sepali  di colore verde variegato di marroncino; il labello è  imbutiforme e trilobato di colore bianco.

## Distribuzione e habitat
La specie è un endemismo del Perù.
Cresce epifita oppure terricola (geofita) in ambienti aridi di alta montagna, da 1500 a 2500 metri di quota.

## Coltivazione
Questa pianta ha necessità di poca luce, poca acqua e temperatura basse per tutto l'anno, in particolare dopo la fioritura.